# Фабулација
Фабулација је измишљање или конструкција прича са улогама које укључују приповедача и особе из ближе или даље околине. Карактеристична је за дечји узраст када је тешко разликовати фабулацију од реалних животних догађаја. Фабулација код одраслих указује на тешкоће у психолошком функционисању или је симптом тежих психотичних обољења.